# العلاقات الإثيوبية الغينية
العلاقات الإثيوبية الغينية هي العلاقات الثنائية التي تجمع بين إثيوبيا وغينيا.

## مقارنة بين البلدين
هذه مقارنة عامة ومرجعية للدولتين:
| وجه المقارنة                                              | إثيوبيا                        | غينيا       |
| --------------------------------------------------------- | ------------------------------ | ----------- |
| المساحة (كم2)                                             | 1.10 مليون                     | 245.86 ألف  |
| عدد السكان (نسمة)                                         | 104.96 مليون                   | 12.72 مليون |
| الكثافة السكانية (ن./كم²)                                 | 95.42                          | 51.74       |
| العاصمة                                                   | أديس أبابا                     | كوناكري     |
| اللغة الرسمية                                             | اللغة الأمهرية                 | لغة فرنسية  |
| العملة                                                    | بير إثيوبي                     | فرنك غيني   |
| الناتج المحلي الإجمالي (بليون دولار)                      | 80.56 مليار                    | 10.50 مليار |
| الناتج المحلي الإجمالي (تعادل القوة الشرائية) بليون دولار | 161.90 مليار                   | 15.24 مليار |
| الناتج المحلي الإجمالي الاسمي للفرد دولار أمريكي          | 619                            | 531         |
| الناتج المحلي الإجمالي للفرد دولار أمريكي                 | 1.50 ألف                       | 1.22 ألف    |
| مؤشر التنمية البشرية                                      | 0.442                          | 0.411       |
| رمز المكالمات الدولي                                      | +251                           | +224        |
| رمز الإنترنت                                              | .et                            | .gn         |
| المنطقة الزمنية                                           | ت ع م+03:00، توقيت شرق أفريقيا | 00          |

## منظمات دولية مشتركة
يشترك البلدان في عضوية مجموعة من المنظمات الدولية، منها:
| علم المنظمة | اسم المنظمة                                 | تاريخ انضمام إثيوبيا | تاريخ انضمام غينيا |
| ----------- | ------------------------------------------- | -------------------- | ------------------ |
|             | الاتحاد البريدي العالمي                     | ?                    | ?                  |
|             | مؤسسة التنمية الدولية                       | 11 أبريل 1961        | 26 سبتمبر 1969     |
|             | منظمة حظر الأسلحة الكيميائية                | ?                    | ?                  |
|             | الأمم المتحدة                               | 13 نوفمبر 1945       | 12 ديسمبر 1958     |
|             | الاتحاد الأفريقي                            | ?                    | 1963               |
|             | وكالة ضمان الاستثمار متعدد الأطراف          | 13 أغسطس 1991        | 5 أكتوبر 1995      |
|             | منظمة الشرطة الجنائية الدولية               | ?                    | ?                  |
|             | مؤسسة التمويل الدولية                       | 20 يوليو 1956        | 22 أكتوبر 1982     |
|             | مجموعة دول أفريقيا والكاريبي والمحيط الهادئ | ?                    | ?                  |
|             | البنك الدولي للإنشاء والتعمير               | 27 ديسمبر 1945       | 28 سبتمبر 1963     |
|             | البنك الإفريقي للتنمية                      | ?                    | ?                  |
|             | الفريق المعني برصد الأرض                    | ?                    | ?                  |
|             | يونسكو                                      | 1 يوليو 1955         | 2 فبراير 1960      |

## وصلات خارجية
- موقع وزارة الخارجية الإثيوبية